# Línea M2 (EMT Madrid)
La línea M2 (a efectos de numeración interna, 602) de la EMT de Madrid unía entre sí las 
estaciones de metro de Sevilla y Argüelles, atravesando los barrios de Justicia y Universidad.

## Características
Esta línea era parte, junto a la línea M1, de la red Minibús de la EMT. Fue inaugurada el 17 de septiembre de 2008 y funcionaba con microbuses eléctricos de la italiana Tecnobus.
Prestó servicio hasta el 2 de marzo de 2020 al ser absorbida por la línea 002 que incorpora la totalidad de su recorrido ampliándolo por el sur desde Sevilla hacia Tirso de Molina y Puerta de Toledo.

### Frecuencias
| de lunes a viernes laborables    |           |
| de 8:00 a 10:30                  | 13-17 min |
| de 10:30 a 18:00                 | 9-10 min  |
| de 18:00 a 19:00                 | 11 min    |
| de 19:00 a 21:00                 | 19-21 min |
| sábados laborables               |           |
| de 8:00 a 9:00                   | 25 min    |
| de 9:00 a 11:00 de 19:00 a 21:00 | 16-19 min |
| de 11:00 a 19:00                 | 12-14 min |

## Recorrido y paradas

### Sentido Argüelles
| Código | Parada                            | Común con         | Conexiones con Metro | Otros |
| ------ | --------------------------------- | ----------------- | -------------------- | ----- |
| 3689   | ALCALÁ-GRAN VÍA (Nº 35)           |                   | Sevilla              |       |
| 4108   | Gran Vía-Pedro Zerolo             | 3 46              |                      |       |
| 4094   | Gran Vía-Montera                  | 1 2 46 74 146 001 | Gran Vía             |       |
| 4129   | Valverde                          |                   |                      |       |
| 4130   | San Ildefonso                     |                   |                      |       |
| 4131   | Corredera                         |                   |                      |       |
| 4132   | Pez-Jesús del Valle               |                   |                      |       |
| 4133   | Noviciado                         |                   | Noviciado            |       |
| 4134   | Reyes                             |                   | Plaza de España      |       |
| 4135   | Comendadoras                      |                   |                      |       |
| 4136   | Conde Duque                       |                   |                      |       |
| 1325   | Alberto Aguilera-Galileo          | 21                |                      |       |
| 1221   | Alberto Aguilera-Blasco de Garay  | 21                |                      |       |
| 4137   | Princesa-Centro Comercial         |                   |                      |       |
| 289    | ALBERTO AGUILERA-PRINCESA (Nº 39) |                   | Argüelles            |       |

### Sentido Sevilla
| Código | Parada                            | Común con         | Conexiones con Metro | Otros |
| ------ | --------------------------------- | ----------------- | -------------------- | ----- |
| 289    | ALBERTO AGUILERA-PRINCESA (Nº 39) |                   | Argüelles            |       |
| 4138   | Santa Cruz Marcenado              |                   |                      |       |
| 4139   | Conde Duque                       |                   |                      |       |
| 4140   | Centro Cultural Conde Duque       |                   |                      |       |
| 4141   | Travesía Conde Duque              |                   |                      |       |
| 4142   | Noviciado                         |                   | Noviciado            |       |
| 4143   | Plaza del Rastrillo               |                   |                      |       |
| 4144   | San Ildefonso                     |                   |                      |       |
| 4145   | Barco                             |                   |                      |       |
| 4096   | Metro Gran Vía                    |                   | Gran Vía             |       |
| 5138   | Gran Vía-Pedro Zerolo             | 1 2 46 74 146 001 |                      |       |
| 164    | Círculo de Bellas Artes           | 1 2 46 74 146 001 |                      |       |
| 3689   | ALCALÁ-GRAN VÍA (Nº 35)           |                   | Sevilla              |       |